# خنفساء أديسميا
خنفساء أديسميا (الاسم العلمي: Adesmia)، جنس حشرات خنفسية من فصيلة الظلاميات. وهي خنافس صحراوية تسرح في النهار سريعة الحركة.